# Museum for African Art
The Africa Center, anteriormente conhecido como Museum for African Art, é um museu situado na 1280 5th Avenue, no East Harlem em Manhattan, Estados Unidos. É um dos únicos museus americanos dedicados à arte africana.
Suas galerias foram engenhosamente projectadas pelo arquitecto Maya Lyn, criador do Vietnam Veteran's Memorial de Washington. Valiosas exposições temporárias continuam itinerantes e o museu permanece um notável organizador de exposições e editor de livros dedicados exclusivamente à arte africana, histórica e contemporânea.